# Скајланд (Невада)
Скајланд (енгл. Skyland) насељено је место без административног статуса у америчкој савезној држави Невада.

## Демографија
По попису из 2010. године број становника је 376.
| Група             | 2000.    | 2010.       |
| Белци             | 0 (0,0%) | 345 (91,8%) |
| Афроамериканци    | 0 (0,0%) | 0 (0,0%)    |
| Азијати           | 0 (0,0%) | 14 (3,7%)   |
| Хиспаноамериканци | 0 (0,0%) | 12 (3,2%)   |
| Укупно            | 0        | 376         |